# Dypsis ambanjae
Espèce
Statut de conservation UICN

 CR D : 
En danger critique
Dypsis ambanjae est une espèce de palmiers (Arecaceae), endémique de Madagascar. En 2012 elle est considérée par l'IUCN comme une espèce en danger critique d'extenction. Alors qu'en 1995 elle était considérée comme une espèce éteinte à l'état sauvage.

## Répartition et habitat
Cette espèce est endémique aux montagnes du nord de Madagascar où elle est présente entre 500 et 1 000 m d'altitude. Elle vit dans les forêts naines. Elle pousse sur les plateaux au substrat peu profond, où les roches affleurent.